# Grb Občine Osilnica
Grb Občine Osilnica je upodobljen na ščitu, ki ima razmerje 2:3, sestavljata pa ga dve ukrivljeni liniji, ki nakazujeta obliko soteske, spodaj sta prekrižani in s tem delujeta kot dve veji, ki poudarjata povezanost z naravo. V grb so zajeti trije značilni elementi pokrajine: reka, arhitektura in hribovje. Na spodnji tretjini je narisanih šest belih valovnic na svetlo modri podlagi. Te prikazujejo reko Kolpo. Osrednji motiv na ščitu je cerkvica Sv. Egidija, kot primer tipične arhitekture občine, v zgornji tretjini pa so prikazane razpoznavne stene, ki se raztezajo ob reki Kolpi. 